# Roberto Contreras
Roberto Contreras (St. Louis, 12 dicembre 1928 – Los Angeles, 18 luglio 2000) è stato un attore statunitense.
Recitò al cinema e in televisione, dove lo si ricorda per aver interpretato Pedro nella serie Ai confini dell'Arizona.
Era il padre di Luis Contreras, anche lui attore.

## Filmografia parziale

### Cinema
- L'agguato delle cinque spie (Ride a Violent Mile), regia di Charles Marquis Warren (1957)
- Gli uomini della terra selvaggia  ( The Badlanders) (1958)
- Il nemico di fuoco (The Flame Barrier), regia di Paul Landres (1958)
- L'oro dei sette santi (Gold of the Seven Saints), regia di Gordon Douglas (1961)
- Il cavaliere della valle d'oro (California), regia di Hamil Petroff (1963)
- Topaz, regia di Alfred Hitchcock (1969)
- La cantata de Chile (Cantata de Chile), regia di Humberto Solás (1976)
- Barbarosa, regia di Fred Schepisi (1982)
- Scarface, regia di Brian De Palma (1983)

### Televisione
- Have Gun - Will Travel – serie TV, 3 episodi (1957-1961)
- Telephone Time – serie TV, episodio 3x19 (1958)
- Maverick – serie TV, 2 episodi (1958)
- Lo sceriffo indiano (Law of the Plainsman) – serie TV, episodi 1x03-1x24 (1959-1960)
- The Texan – serie TV, 2 episodi (1959-1960)
- Gli uomini della prateria (Rawhide) – serie TV, 3 episodi (1959-1965)
- Indirizzo permanente (77 Sunset Strip) – serie TV, 3 episodi (1960-1962)
- Ricercato vivo o morto (Wanted: Dead or Alive) – serie TV, episodio 3x21 (1961)
- Gunslinger – serie TV, episodio 1x03 (1961)
- The Dick Powell Show – serie TV, episodio 1x04 (1961)
- Thriller – serie TV, episodio 2x25 (1962)
- Outlaws – serie TV, episodio 2x17 (1962)
- La legge di Burke (Burke's Law) – serie TV, episodio 3x10 (1965)
- Ai confini dell'Arizona (The High Chaparral) – serie TV, episodio 1x01 (1967)